# Görgeshausen
Görgeshausen là một đô thị thuộc một ‘‘Verbandsgemeinde’’ - ở huyện Westerwald trong bang Rheinland-Pfalz, Đức. Đô thị Görgeshausen có diện tích 3,24 km².
Đô thị này nằm ở Westerwald giữa Koblenz và Gießen bên rìa vườn tự nhiên Nassau, giáp Hesse. Đô thị này thuộc Verbandsgemeinde Montabaur, một dạng đô thị tập thể chỉ có ở bang Rheinland-Pfalz.
Năm 1290, Görgeshausen được đề cập lần đầu trong tài liệu với tên Gerinzhausen.